# 巴讷伊
巴讷伊（法語：Baneuil，法語發音：[banœj]）是法国多尔多涅省的一个市镇，属于贝尔热拉克区。

## 地理
巴讷伊（44°51'11"N, 0°41'22"E）面积8.89 平方千米，位于法国新阿基坦大区多爾多涅省，该省份为法国西南部内陆省份，是法國本土面积第三大的省，大致对应佩里戈尔地区，北起顺时针与夏朗德省、上维埃纳省、科雷兹省、洛特省、洛特-加龙省、吉倫特省和滨海夏朗德省接壤。
与巴讷伊接壤的市镇（或旧市镇、城区）包括：普雷西尼亚克-维克、瓦雷讷、科斯德克莱朗、库兹和圣弗龙、拉兰德、圣卡普赖斯德拉兰德。

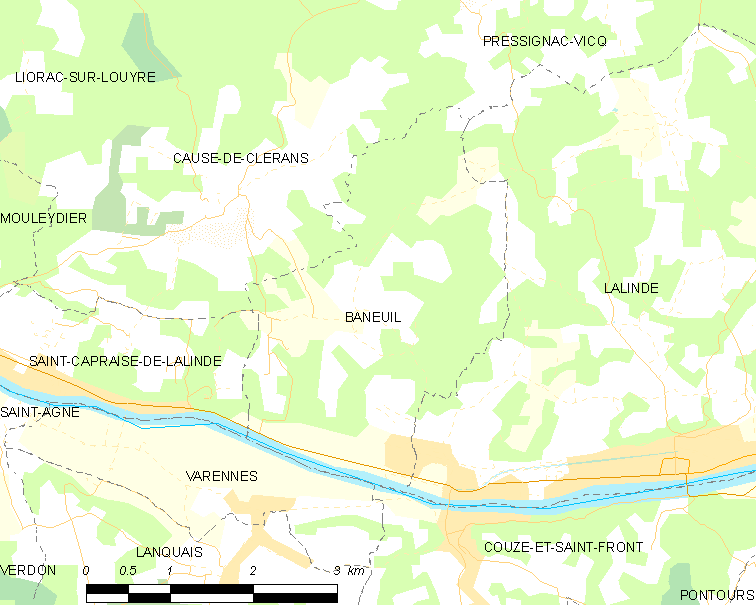
巴讷伊的OSM定位图

巴讷伊的时区为UTC+01:00、UTC+02:00（夏令时）。

## 行政
巴讷伊的邮政编码为24150，INSEE市镇编码为24023。

## 政治
巴讷伊所属的省级选区为拉兰德县。

## 人口

1962-2008年间巴讷伊人口变化图示

巴讷伊于2022年1月1日时的人口数量为316人。